# Liste der Biografien/Huf
Liste der Biografien |
Portal Biografien |
Personensuche
# |
A |
B |
C |
D |
E |
F |
G |
H |
I |
J |
K |
L |
M |
N |
O |
P |
Q |
R |
S |
T |
U |
V |
W |
X |
Y |
Z |
?
 
Ha |
Hd |
He |
Hi |
Hj |
Hk |
Hl |
Hm |
Hn |
Ho |
Hr |
Hs |
Ht |
Hu |
Hv |
Hw |
Hy
 
Hua |
Hub |
Huc |
Hud |
Hue |
Huf |
Hug |
Huh |
Hui |
Huj |
Huk |
Hul |
Hum |
Hun |
Huo |
Hup |
Huq |
Hur |
Hus |
Hut |
Huu |
Huv |
Huw |
Hux |
Huy |
Huz
Die Liste der Biografien führt alle Personen auf, die in der deutschsprachigen Wikipedia einen Artikel haben. Dieses ist eine Teilliste mit 146 Einträgen von Personen, deren Namen mit den Buchstaben „Huf“ beginnt.

## Huf
- Huf, Franz Xaver (1878–1973), deutscher Architekt
- Huf, Fritz (1888–1970), Schweizer Bildhauer, Maler und Zeichner
- Huf, Hans-Christian (* 1956), deutscher Historiker, Autor und Fernsehjournalist

### Hufa
- Hufanga, Talanoa (* 2000), US-amerikanischer Footballspieler

### Hufe
- Hufe, Mareen (* 1978), deutsche Triathletin
- Hufe, Peter (* 1954), deutscher Politiker (SPD), MdL
- Hufeisen, Hans-Jürgen (* 1954), deutscher Komponist und Musiker
- Hufeland, Christoph Wilhelm (1762–1836), deutscher Arzt, Sozialhygieniker und Volkserzieher
- Hufeland, Eduard (1790–1840), preußischer Landrat und Arzt
- Hufeland, Friedrich (1774–1839), deutscher Arzt
- Hufeland, Gottlieb (1760–1817), deutscher Rechtswissenschaftler
- Hufeld, Alfred (1910–2009), deutscher Kommunalbeamter und Politiker (SPD)
- Hufeld, Felix (* 1961), deutscher Jurist, Präsident der Bundesanstalt für Finanzdienstleistungsaufsicht (BaFin)
- Hufeld, Ulrich (* 1967), deutscher Jurist und Hochschullehrer
- Hufen, Friedhelm (* 1944), deutscher Richter und Rechtswissenschaftler
- Hufen, Patrick (* 1970), deutscher Versicherungsdetektiv und TV-DarstellerPatrick Hufen (* 1970)

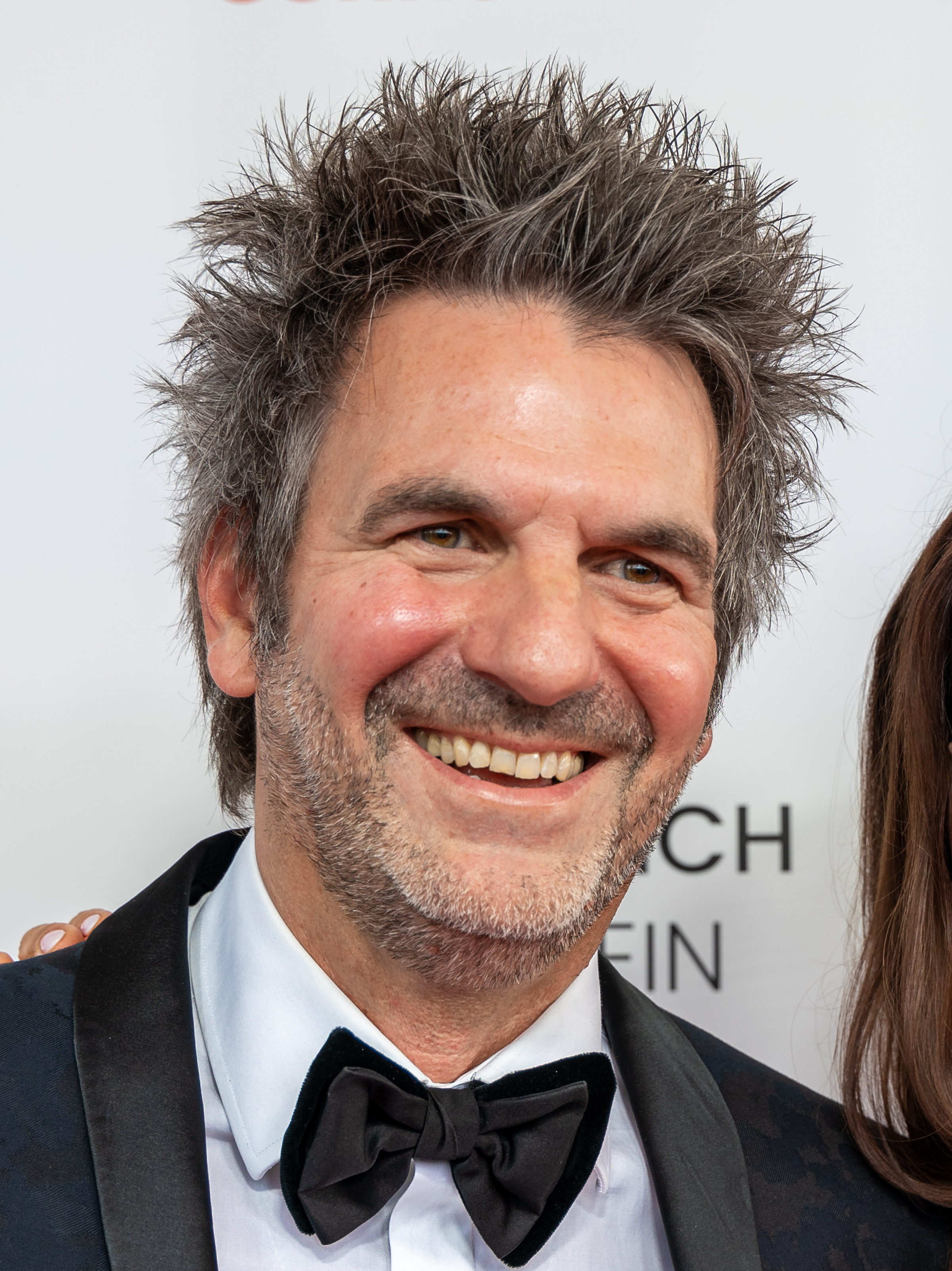
Patrick Hufen (* 1970)

- Hufenbecher, Constanze (* 1970), deutsche Managerin, Vorständin von Infineon
- Hufendiek, Erich (1910–1986), deutscher Studienkomponist
- Hufenstuhl, Josef (1880–1945), deutscher Kriminalbeamter
- Hufenus, Arnold (1853–1931), Schweizer Textilunternehmer
- Hufert, Frank Torsten (* 1958), deutscher Arzt und Hochschullehrer

### Huff
- Huff, Ben (* 1973), US-amerikanischer Fotograf
- Huff, Brad (* 1979), US-amerikanischer Radrennfahrer
- Huff, Dann (* 1960), US-amerikanischer Studiogitarrist und Musikproduzent
- Huff, Dietrich, deutscher Bauforscher und Vorderasiatischer Archäologe
- Huff, George Franklin (1842–1912), US-amerikanischer Politiker
- Huff, Henry (1950–1993), US-amerikanischer Jazz-Multinstrumentalist
- Huff, Jay (* 1997), US-amerikanischer BasketballspielerJay Huff (* 1997)

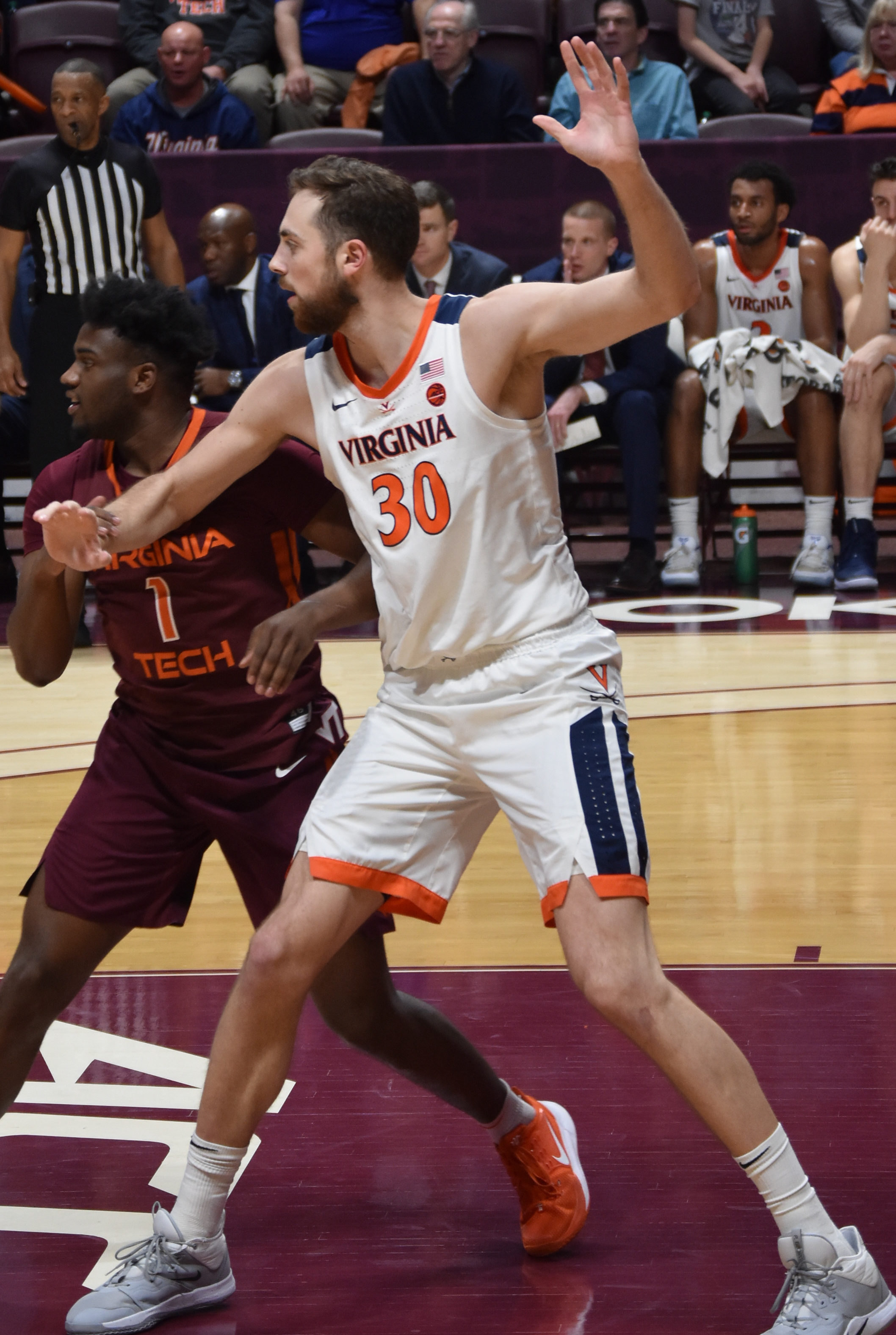
Jay Huff (* 1997)

- Huff, Joseph († 1671), katholischer Priester, Benediktiner und Abt des Klosters Murrhard
- Huff, Josh (* 1991), US-amerikanischer American-Football-Spieler
- Huff, Leon (* 1942), US-amerikanischer Soul-Pianist, Musikproduzent und Songwriter
- Huff, Leslie-Anne (* 1984), US-amerikanische Schauspielerin
- Huff, Markus (* 1976), deutscher Psychologe und Hochschullehrer
- Huff, Martin (* 1959), deutscher Rechtsanwalt und Publizist
- Huff, Matthias (* 1962), deutscher Journalist und Autor
- Huff, Neal, US-amerikanischer Film- und Theaterschauspieler
- Huff, Robert (* 1979), britischer Rennfahrer
- Huff, Sam (1934–2021), US-amerikanischer American-Football-Spieler
- Huff, Tanya (* 1957), kanadische Fantasy-Autorin
- Huffaker, Carl B. (1914–1995), US-amerikanischer Biologe, Ökologe und Agrarwissenschaftler
- Huffaker, Clair (1926–1990), US-amerikanischer Schriftsteller
- Huffaker, Scott (* 1999), US-amerikanischer Autorennfahrer
- Huffam, Mark, nordirischer Filmproduzent
- Huffel, Pieter Van (1769–1844), belgischer Porträt- und Historienmaler sowie Industrieller
- Huffel, Wim Van (* 1979), belgischer Radrennfahrer
- Hüffell, Ludwig (1784–1856), evangelischer Theologe, Landesbischof der Badischen Landeskirche
- Huffener, Johannes († 1492), deutscher Apotheker und Dresdner Bürgermeister
- Hüffer, Alfred (1818–1899), preußischer Abgeordneter
- Hüffer, Anton Wilhelm (1786–1868), deutscher Unternehmer der Textil- und Montanindustrie
- Hüffer, Bernhard (1824–1904), deutscher Kaufmann
- Hüffer, Georg (1851–1922), deutscher Historiker
- Hüffer, Heinrich Georg (1753–1827), deutscher Benediktiner
- Huffer, Henning (* 1944), deutscher Rechtsanwalt, Linienpilot, Flugabenteurer, Film- und Buchautor
- Hüffer, Hermann (1830–1905), deutscher Jurist und Historiker
- Hüffer, Johann Hermann (1784–1855), deutscher Verleger, Politiker und Oberbürgermeister von Münster
- Hüffer, Rolf (* 1945), deutscher Jurist, Verfassungsrichter
- Hüffer, Uwe (1939–2012), deutscher Rechtswissenschaftler
- Huffine, Getty H. (1889–1947), US-amerikanischer Komponist, Posaunist und Tubist
- Huffington, Anita (1934–2025), US-amerikanische Bildhauerin
- Huffington, Arianna (* 1950), US-amerikanische Sachbuchautorin, Journalistin und politische Bloggerin griechischer Herkunft
- Huffington, Michael (* 1947), US-amerikanischer Politiker
- Huffins, Chris (* 1970), US-amerikanischer Zehnkämpfer
- Huffman, Alaina (* 1980), kanadische SchauspielerinAlaina Huffman (* 1980)

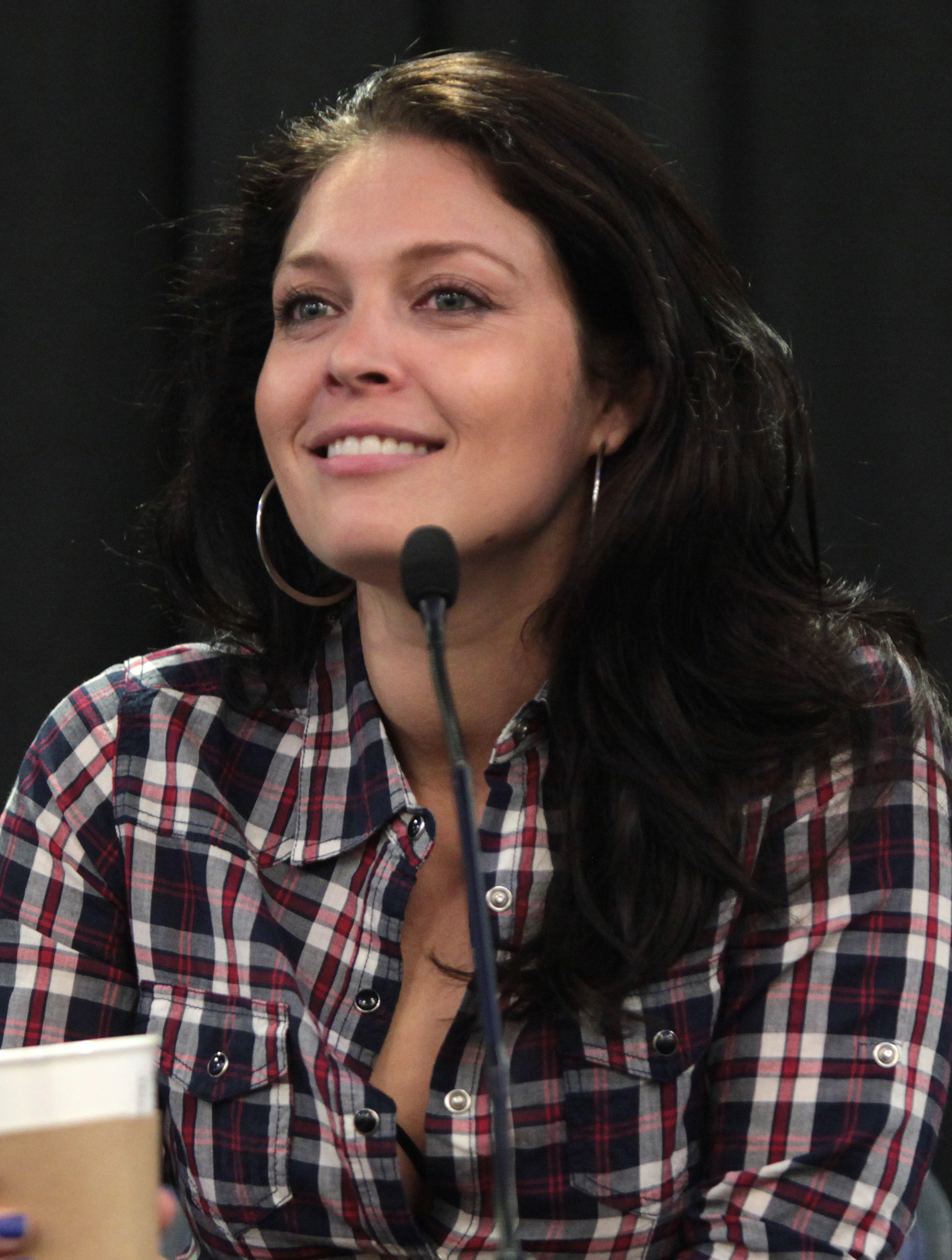
Alaina Huffman (* 1980)

- Huffman, Carl A. (* 1951), US-amerikanischer Klassischer Philologe und Philosophiehistoriker
- Huffman, Charles Solomon (1865–1960), US-amerikanischer Politiker
- Huffman, David (1945–1985), US-amerikanischer Schauspieler
- Huffman, David A. (1925–1999), amerikanischer Computerpionier
- Huffman, Evan (* 1990), US-amerikanischer Straßenradrennfahrer
- Huffman, Felicity (* 1962), US-amerikanische SchauspielerinFelicity Huffman (* 1962)

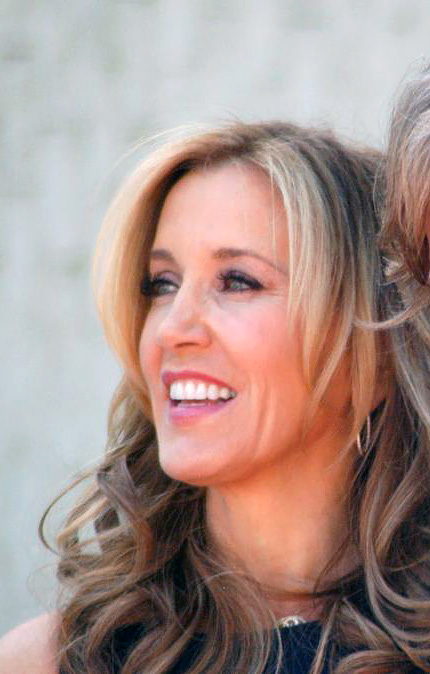
Felicity Huffman (* 1962)

- Huffman, James W. (1894–1980), US-amerikanischer Politiker
- Huffman, Jared (* 1964), US-amerikanischer Politiker der Demokratischen Partei
- Huffman, John W. (1932–2022), US-amerikanischer organischer Chemiker
- Huffman, Kerry (* 1968), kanadischer Eishockeyspieler und -trainer
- Huffman, L. A. (1854–1931), US-amerikanischer Fotograf
- Huffman, Logan (* 1989), US-amerikanischer Schauspieler
- Huffman, Nate (1975–2015), US-amerikanischer Basketballspieler
- Huffman, Sarah (* 1984), US-amerikanische Fußballspielerin
- Huffman, Steve (* 1983), US-amerikanischer Webentwickler und Unternehmer
- Huffmann, Gert (1930–2011), deutscher Neurologe
- Huffmann, Harald (1908–1992), deutscher Hockeyspieler
- Huffmann, Johann-Friedrich (* 1954), deutscher Publikationsdienstleister und Sachbuchautor
- Hüffmeier, Friedrich (1898–1972), deutscher Marineoffizier
- Hüffmeier, Werner (1912–2000), deutscher Politiker (SPD), MdL
- Hüffmeier, Wilhelm (* 1941), deutscher evangelischer Theologe, Präsident des Gustav-Adolf-Werkes und Leiter der Kirchenkanzlei der Union Evangelischer Kirchen (UEK)
- Huffschmid, Jörg (1940–2009), deutscher Wirtschaftswissenschaftler
- Huffzky, Hans (1913–1978), deutscher Journalist, Herausgeber und Verlagsberater

### Hufg
- Hufgard, Burkard (* 1956), deutscher Fußballschiedsrichter
- Hufgard, Manfred (* 1939), deutscher Fußballspieler

### Hufn
- Hufnagel, Charity (* 2001), US-amerikanische Hochspringerin
- Hufnagel, Charles A. (1916–1989), US-amerikanischer Chirurg
- Hufnagel, Erwin (1940–2022), deutscher Erziehungswissenschaftler
- Hufnagel, Frédéric (* 1960), französischer Basketballspieler
- Hufnagel, Friedrich (1840–1916), deutscher unierter Theologe und Historiker
- Hufnagel, Heinrich, deutscher Goldschmied
- Hufnagel, Helena (* 1985), deutsche Regisseurin und Produzentin
- Hufnagel, Johann (1909–1991), deutscher Weitwanderer und Erstbegeher zahlreicher Europäischer Fernwanderwege
- Hufnagel, Johann Georg (1869–1951), deutscher Heimatdichter
- Hufnagel, Johann Siegfried (1724–1795), deutscher evangelisch-lutherischer Pfarrer und Entomologe (Schmetterlingskundler)
- Hufnagel, Josef (1900–1982), deutscher Politiker (SPD), MdB
- Hufnagel, Josef (1903–1944), deutscher Landwirt, Opfer der NS-Justiz
- Hufnagel, Karl Friedrich von (1788–1848), deutscher Rechtswissenschaftler und Politiker
- Hufnagel, Karl Günther (1928–2004), deutscher Schriftsteller
- Hufnagel, Klaus (* 1955), deutscher Dreispringer
- Hufnagel, Lucas (* 1994), deutsch-georgischer FußballspielerLucas Hufnagel (* 1994)

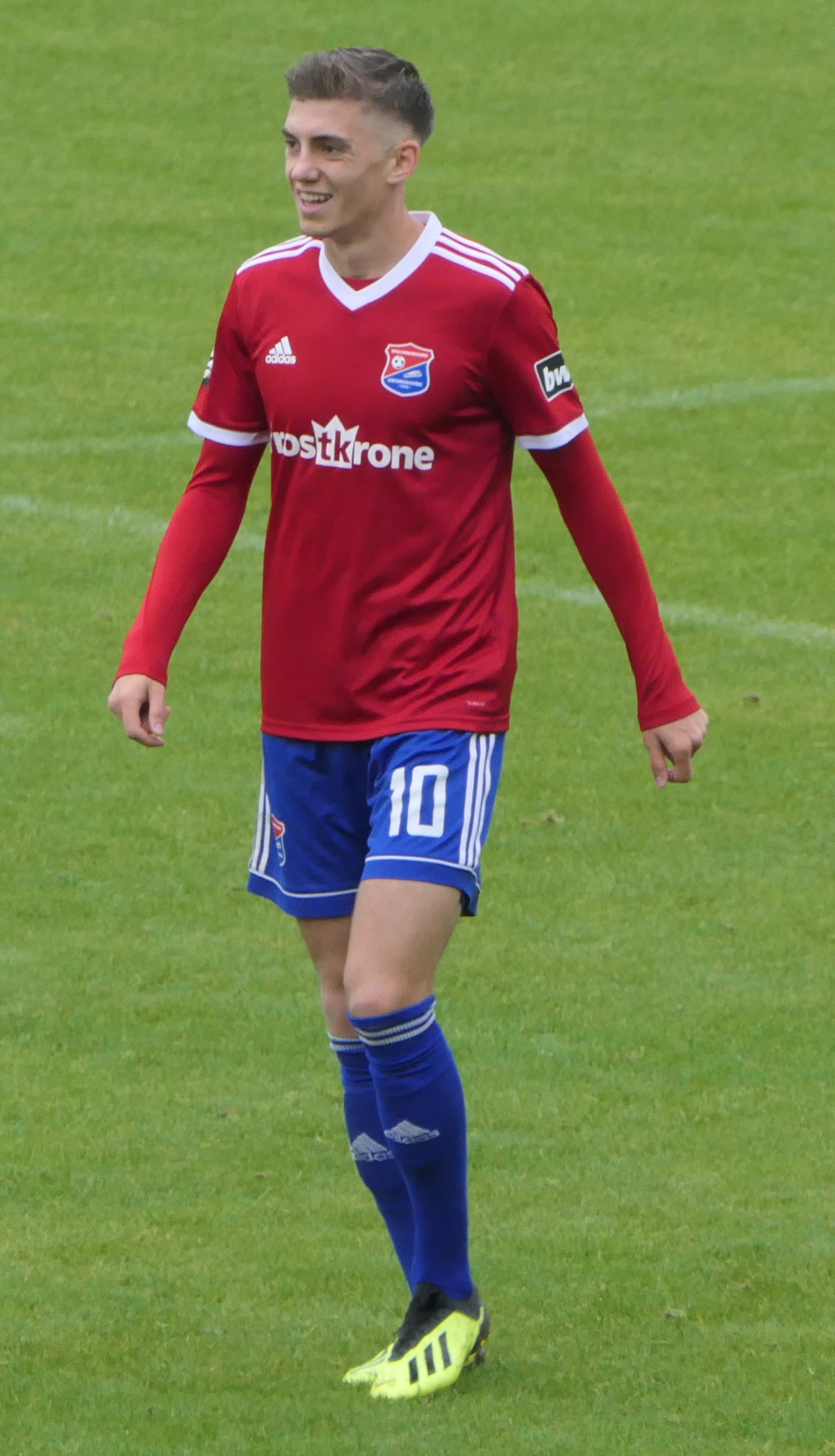
Lucas Hufnagel (* 1994)

- Hufnagel, Michael (1854–1915), deutscher Landwirt, Bürgermeister und Politiker, MdR
- Hufnagel, Otto (1885–1944), Landtagsabgeordneter Waldeck
- Hufnagel, Paul (1925–2008), deutscher Fußballspieler
- Hufnagel, Wilhelm (1848–1924), deutscher Arzt
- Hufnagel, Wilhelm Friedrich (1754–1830), deutscher evangelischer Theologe und Schulreformer
- Hufnagl, Anna (* 1988), österreichische Biathletin
- Hufnagl, Birgitt (* 1982), österreichische Fußballspielerin
- Hufnagl, Dominik (* 1997), österreichischer Leichtathlet
- Hufnagl, Florian (1948–2019), deutscher Kunsthistoriker
- Hufnagl, Hartwig (* 1976), österreichischer Manager
- Hufnagl, Heinz (* 1949), österreichischer Politiker (SPÖ), Landtagsabgeordneter und Gemeinderat
- Hufnagl, Herbert (1945–2005), österreichischer Journalist und Kolumnist
- Hufnagl, Klemens (* 1979), österreichischer Kameramann
- Hufnagl, Viktor (1922–2007), österreichischer Architekt
- Hufnagl, Wilhelm (1904–1994), österreichischer Schauspieler, Rundfunksprecher und Theaterregisseur
- Hüfner, Agnes (1938–2013), deutsche Publizistin, Literaturkritikerin und Übersetzerin
- Hüfner, Benjamin (* 1991), deutscher Eishockeyspieler
- Hüfner, Gustav von (1840–1908), deutscher Chemiker
- Hüfner, Heiner (* 1940), deutscher Schriftsteller
- Hüfner, Jacob (1875–1968), deutscher Uhrmacher
- Hüfner, Karl (* 1864), deutscher Reichsgerichtsrat
- Hüfner, Klaus (* 1939), deutscher Erziehungs- und Wirtschaftswissenschaftler sowie Hochschullehrer
- Hüfner, Rolf (* 1926), deutscher Fußballspieler
- Hüfner, Stefan (1935–2013), deutscher Festkörper-Physiker
- Hüfner, Stefan (* 1963), deutscher Komponist und Arrangeur, Musiker, Hochschullehrer und Theaterleiter
- Hüfner, Tatjana (* 1983), deutsche Rennrodlerin
- Hufner, Ursel († 1656), Opfer der Hexenverfolgung in Derenburg
- Hüfner, Willi (1908–2010), deutscher Statistiker und Raumplaner

### Hufs
- Hufschmid, Ernst (* 1910), Schweizer Feldhandballspieler
- Hufschmid, Ernst (1913–2001), Schweizer Fußballspieler
- Hufschmid, Willy (* 1918), Schweizer Feldhandballspieler
- Hufschmidt, Dieter (1935–2023), deutscher Schauspieler, Theaterregisseur, Hörspielsprecher und Rezitator
- Hufschmidt, Stefan (* 1960), deutscher Schauspieler, Komiker und Autor
- Hufschmidt, Thomas (* 1955), deutscher Jazzpianist
- Hufschmidt, Wolfgang (1934–2018), deutscher Komponist und Kirchenmusiker
- Hufsky, Florian (1986–2009), österreichischer Medienkünstler, Hacker und politischer Aktivist (Piratenpartei)
- Hufsmith, Courtney (* 1998), kanadische Leichtathletin
- Hufstadt, Kalli (1941–2004), deutscher Motorsportkommentator
- Hufstedler, Shirley (1925–2016), US-amerikanische Juristin und Politikerin

### Huft
- Hüftgold, Ikke (* 1976), deutscher Partyschlager-Sänger und ProduzentIkke Hüftgold (* 1976)

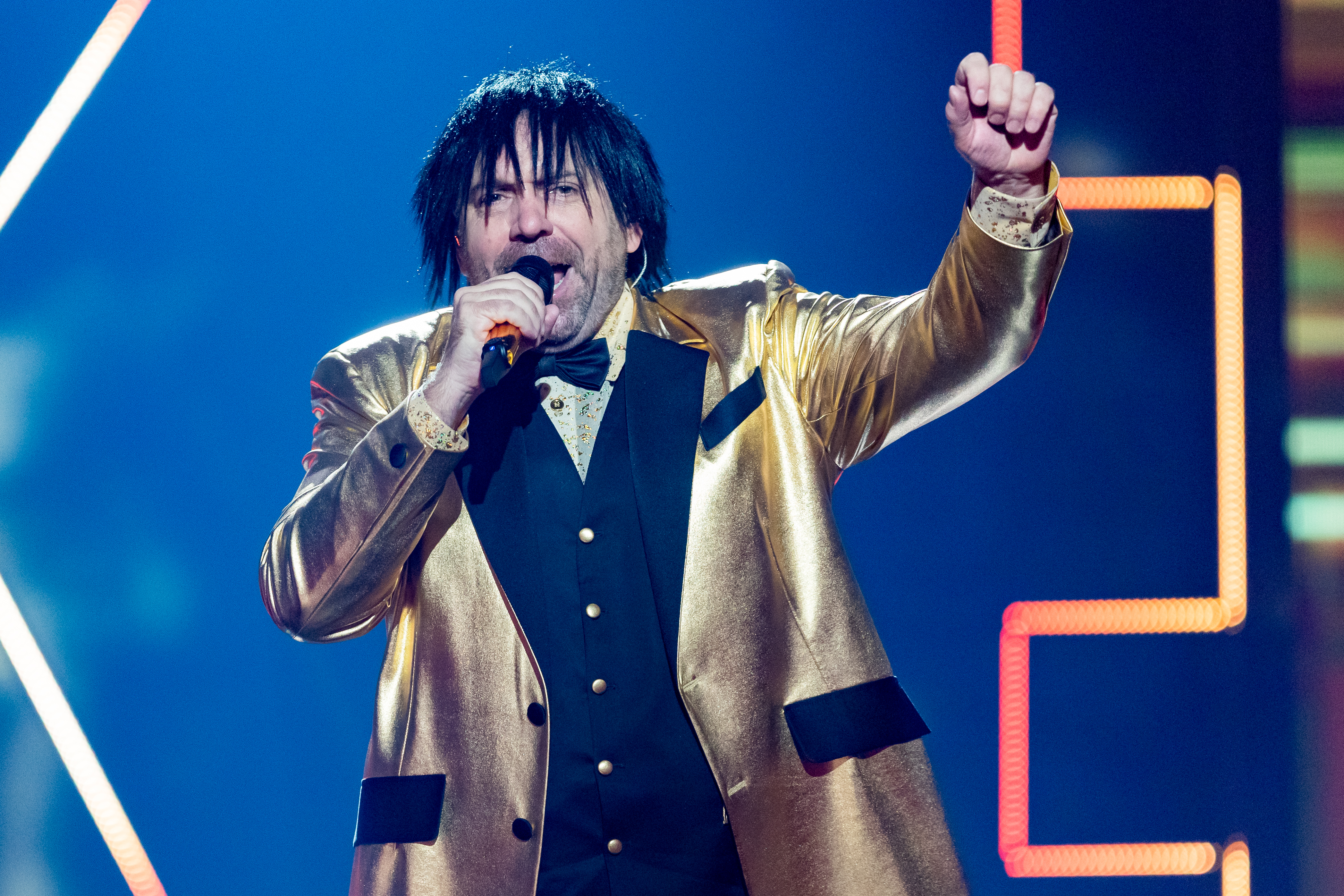
Ikke Hüftgold (* 1976)

- Hufton, Olwen (* 1938), britische Historikerin
- Hufty, Jacob († 1814), US-amerikanischer Politiker